# Szlacheckie gniazdo
Szlacheckie gniazdo (oryg. ros. Дворянское гнездо) – powieść Iwana Turgieniewa opublikowana po raz pierwszy w 1859.

## Treść
Fiodor Ławrecki, ok. 35-letni żonaty mężczyzna, powraca do Rosji, zostawiając swoją niekochaną żonę Warwarę w Paryżu. Pragnie w ojczyźnie zapomnieć o nieudanym małżeństwie, zrażony do kobiet prowadzi samotne życie, spotykając się jedynie ze swoją krewną Marią Dmitriewną Kalitiną i jej córkami – jedenastoletnią Leną i dziewiętnastoletnią Lizawietą. Liza szczerze zakochuje się w Ławreckim. Odrzuca zaloty urzędnika Władimira Panszyna, którego jej matka uważała za dobrego kandydata na zięcia. Ławrecki również wyznaje dziewczynie swoje uczucie, jednak Liza, głęboko religijna od dzieciństwa, nie chce wiązać się z żonatym mężczyzną.
Z Paryża dociera informacja o śmierci Warwary Ławreckiej, jednak szybko okazuje się, że kobieta w rzeczywistości żyje. Przybywa do Rosji razem z urodzoną z pozamałżeńskiego związku córeczką, prosząc męża o wybaczenie. Ten, zrozpaczony, pomaga żonie urządzić się w kraju, sam jednak nie jest w stanie razem z nią mieszkać. Wyjeżdża, podczas gdy Liza zostaje zakonnicą.

## Cechy utworu
Szlacheckie gniazdo stanowi rozwinięcie niektórych wątków i koncepcji, jakie Turgieniew po raz pierwszy zaprezentował w powieści Rudin. Fiodor Ławrecki, podobnie jak tytułowy bohater tego utworu, jest człowiekiem niezdolnym do czynu, mimo głoszenia jego potrzeby i wyższości działania nad rozważaniami. Z powodu takiej postawy Ławrecki skazany jest na samotność i ciągłe życiowe niepowodzenia, chociaż w porównaniu z Rudinem jest człowiekiem praktycznie myślącym, realistą zorientowanym w sytuacji społecznej. Pozostaje jednak "człowiekiem zbędnym" – przedkłada szeroko rozumiany obowiązek ponad uczucia, nie jest w stanie podjąć walki o swoje szczęście z Lizą Kalitiną, akceptuje bez dyskusji jej przywiązanie do zasad religijnych i tradycyjnej moralności.
Klęska życiowa Ławreckiego, podobnie jak klęska Rudina, staje się w utworze symbolem klęski całej warstwy społecznej. Drobna rosyjska szlachta okazuje się być grupą niepotrzebną, niezdolną do wdrażania niezbędnych w Rosji zmian. Z tego powodu Turgieniew postanowił poświęcić kolejny utwór przedstawicielowi innej grupy ludzi – tych, którzy podjęli działania. Ta tematyka dominuje w jego późniejszych powieściach W przededniu, Dymie i Nowiźnie.

## Adaptacje
Szlacheckie gniazdo zostało w swobodny sposób zekranizowane w 1969, reżyserem filmu był Andriej Konczałowski. W filmie pojawiały się również wątki i postacie zaczerpnięte z innych utworów Turgieniewa.